# 塞青根
塞青根是德国巴登-符腾堡州的一个市镇。总面积8.42平方公里，总人口626人，其中男性317人，女性309人（2011年12月31日），人口密度74人/平方公里。